# 结构健康监测
结构健康监测指的是针对工程结构的损伤识别及其特征化的策略和过程。结构损伤指的是结构材料参数及其几何特征的改变。结构健康监测过程涉及使用周期性采样的传感器阵列获取结构响应，损伤敏感指标的提取，损伤敏感指标的统计分析以确定当前结构健康状况等过程。